# Eupithecia inconclusaria
Eupithecia inconclusaria là một loài bướm đêm trong họ Geometridae.